# ロバート・ベンケン
ロバート・ベンケン（Robert Louis Behnken、1970年7月28日 - ）は、アメリカ合衆国の技術者、アメリカ航空宇宙局の宇宙飛行士である。
ベンケンは機械工学の博士であり、またNASAに加わる2000年まではアメリカ空軍大佐を務めていた。スペースシャトルのミッションスペシャリストとして、2008年のSTS-123、2010年のSTS-130で2度宇宙を訪れた。合計の宇宙滞在時間は708時間にお呼び、そのうち55時間の船外活動を行った。同僚宇宙飛行士のK・メーガン・マッカーサーと結婚している。
スペースシャトルの退役後、ベンケンは2012年から2015年まで、NASAの宇宙飛行士室のチーフを務めた。2018年に商業乗員輸送計画の一環であるドラゴン2の乗組員に指名された。2020年5月30日にダグラス・ハーリーとともに、この宇宙船の初めての有人宇宙飛行ミッション（Crew Dragon Demo-2）に参加した。そして、宇宙飛行の歴史上初めて、民間企業にによる宇宙船に乗って宇宙を訪れた2人の宇宙飛行士の1人となった。このミッションで、ベンケンとハーレーは国際宇宙ステーションを訪れ、62日間滞在した。滞在中、ベンケンは、NASAの宇宙飛行士クリストファー・キャシディとともに、4度の船外活動を行った。

## 教育
ベンケンは、ミズーリ州メリーランドハイツのパットンヴィル高校を卒業し、1982年にセントルイス・ワシントン大学で機械工学と物理学の学士号を取得した。その後、カリフォルニア工科大学で1993年に機械工学の修士号、1997年に機械工学の博士号を取得した。カリフォルニア工科大学在学中、後のNASA宇宙飛行士として同僚となるギャレット・リーズマンとともにクリストファー・E・ブレナンに師事していた。
ベンケンの大学院での研究テーマは、安定化した軸流式圧縮機の旋回失速とサージに適用される非線形制御の分野だった。この研究では、非線形分析、リアルタイムソフトウェア開発実装、広範なハードウェア構築等が行われ、最初の2年間で、ベンケンは柔軟なロボット操作のためのリアルタイム制御のアルゴリズムとハードウェアを開発した。

## 空軍でのキャリア
大学院に入る前、ベンケンはセントルイス・ワシントン大学のアメリカ空軍予備役将校訓練課程に通い、大学院卒業後、フロリダ州エグリン空軍基地に配属された。エグリン空軍基地では、新しい弾薬システムの技術マネージャ、開発エンジニアとして働いた。その後、カリフォルニア州エドワーズ空軍基地にあるアメリカ空軍テストパイロット学校のフライトテストエンジニアコースに通い、卒業後にはエドワーズ空軍基地に留まり、F-22複合試験部隊に配属された。そこで、F-22計画に参画し、ラプター4004のリードフライトテストエンジニアやスペシャルプロジェクトテストディレクターを務めた。ベンケンは、F-15やF-16でも飛行し、F-22の飛行テスト計画を支援した。

## NASAでのキャリア

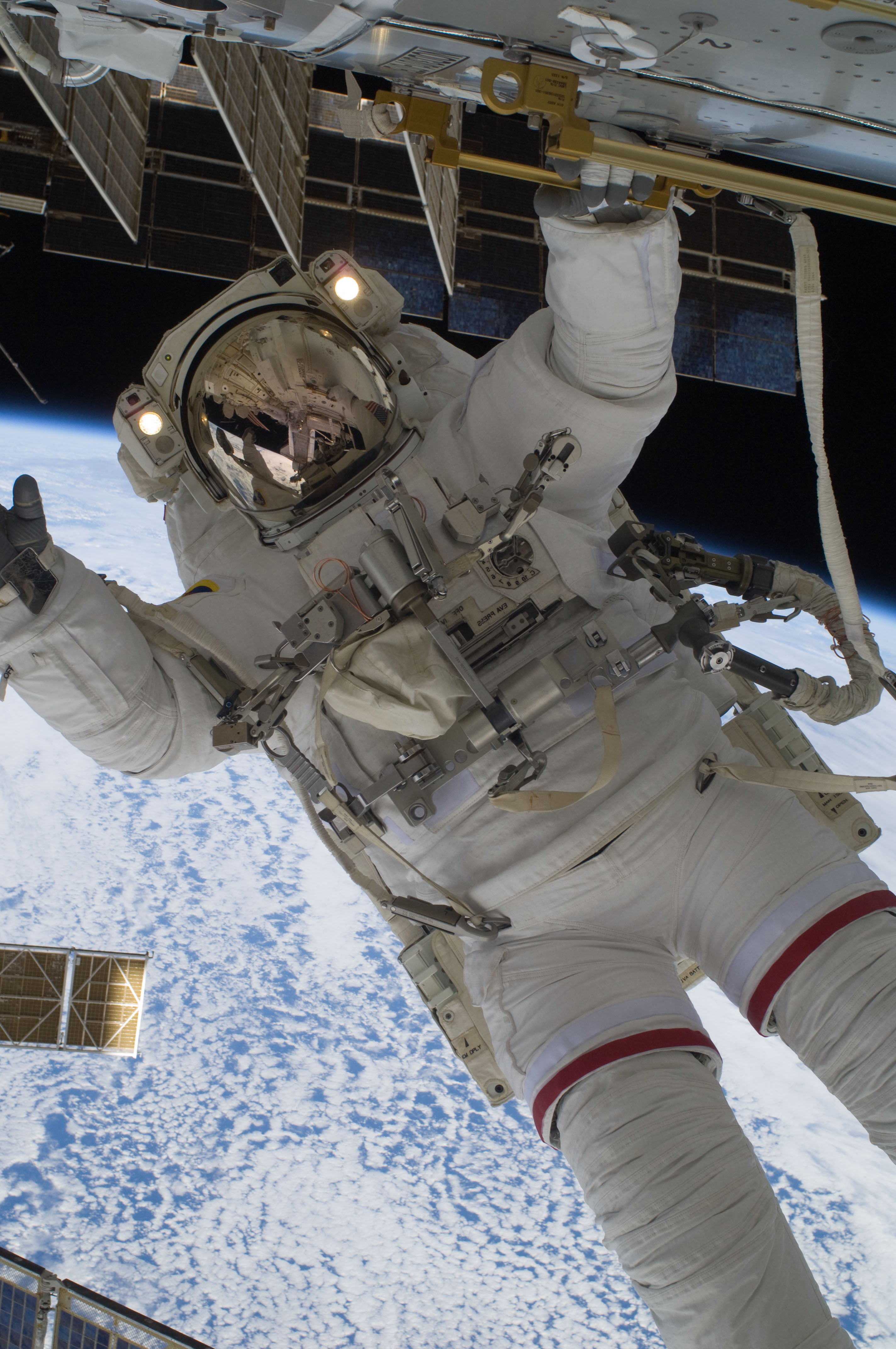
STS-130ミッションで船外活動を行うベンケン

2000年7月にNASAにより宇宙飛行士の候補に選ばれ、ベンケンは2000年8月から宇宙飛行士の訓練に入ったと報じられている。18か月の訓練と評価を終え、フロリダ州ケネディ宇宙センターの宇宙飛行士室に配属されて、打上げや帰還の支援を担当した。
2006年9月、ベンケンはNEEMO 11のミッションでアクアノートとして海中居住施設アクエリアスに7日間滞在した。

### STS-123

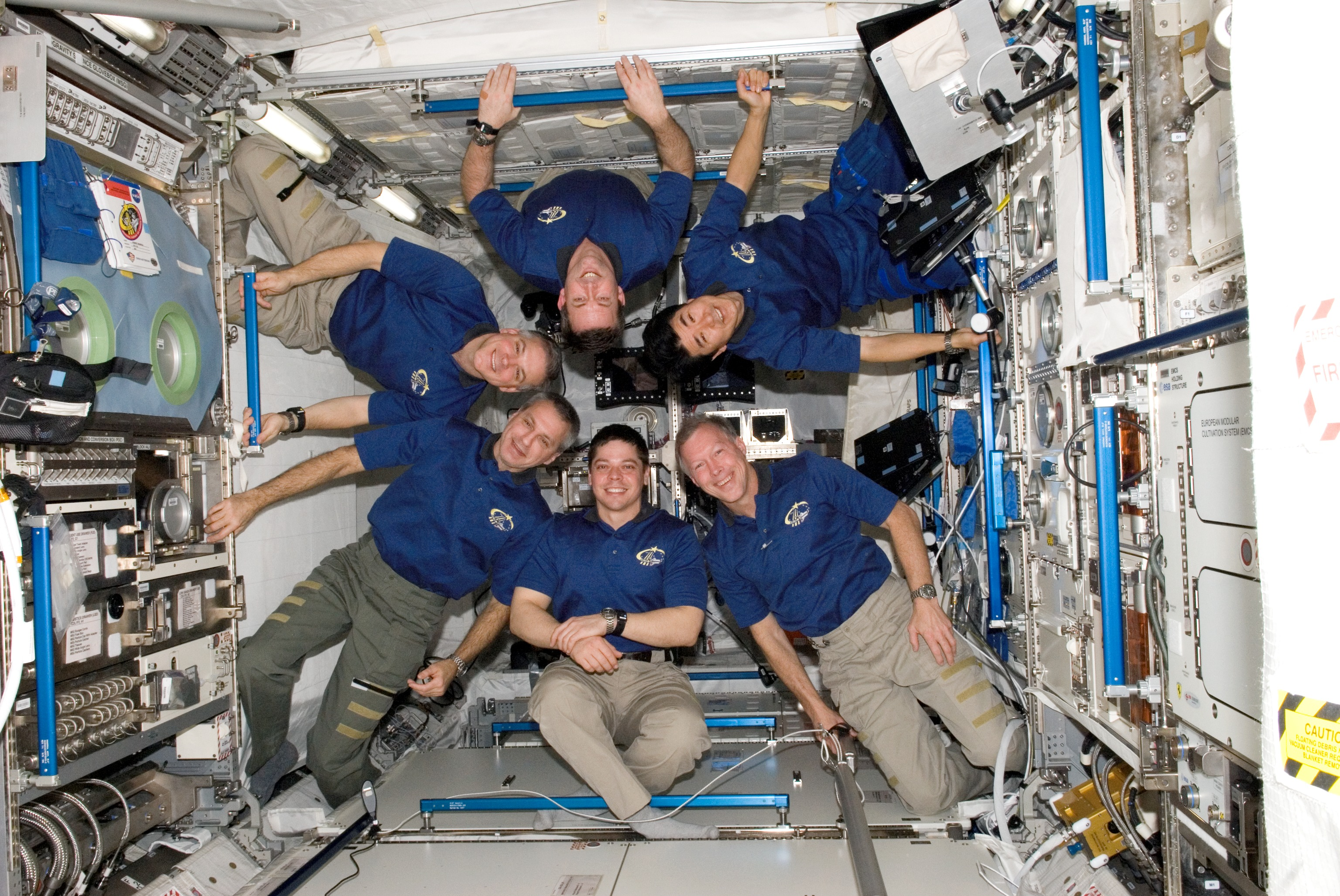
ISS上のSTS-123乗組員

ベンケンは、きぼうとデクスターを国際宇宙ステーションに運ぶために2008年3月に打ち上げられたSTS-123の乗組員となった。このミッションで、ベンケンは3度の船外活動を行った。

### STS-130
2010年2月8日に打ち上げられたSTS-130で、ベンケンはミッションスペシャリストとして2度目の宇宙飛行を行った。このミッションでは、トランクウィリティーやキューポラを国際宇宙ステーションに運んだ。このミッションでも、ベンケンは3度の船外活動を行った。

### 宇宙飛行士室チーフ
2012年7月、ベンケンは、ペギー・ウィットソンの後を継いで、宇宙飛行士室チーフに指名された。2015年7月にNASAの商業乗員輸送開発プログラムにより作られる宇宙船での飛行のための訓練を受ける4人の宇宙飛行士に選ばれるまでこの役職を務め、クリストファー・キャシディに引き継いだ。

### Crew Dragon Demo-2
2018年8月、ベンケンは、スペースXのドラゴン2を用いた最初の試験飛行Crew Dragon Demo-2への参画の任務を受けた。ベンケンと同量乗組員のダグラス・ハーリーは、その友情から、ニュース番組やソーシャルメディアによって、カナダのスケッチ・コメディー番組Second City Televisionに登場した架空のマッケンジー兄弟になぞらえられた。2020年5月30日に打上げは成功し、5月31日には国際宇宙ステーションにドッキングした。ベンケンとハーリーは、第63次長期滞在の乗組員（NASAのクリストファー・キャシディ及びロシアのイヴァン・ヴァグナー、アナトーリ・イヴァニシン）と合流した。彼らは同じカプセルで、8月2日に地球に帰還した。なお、クルードラゴン・エンデバーで彼が座ったシートは、エンデバーの2度目の飛行となるスペースX Crew-2のミッションで、彼の妻のK・メーガン・マッカーサーが座った。

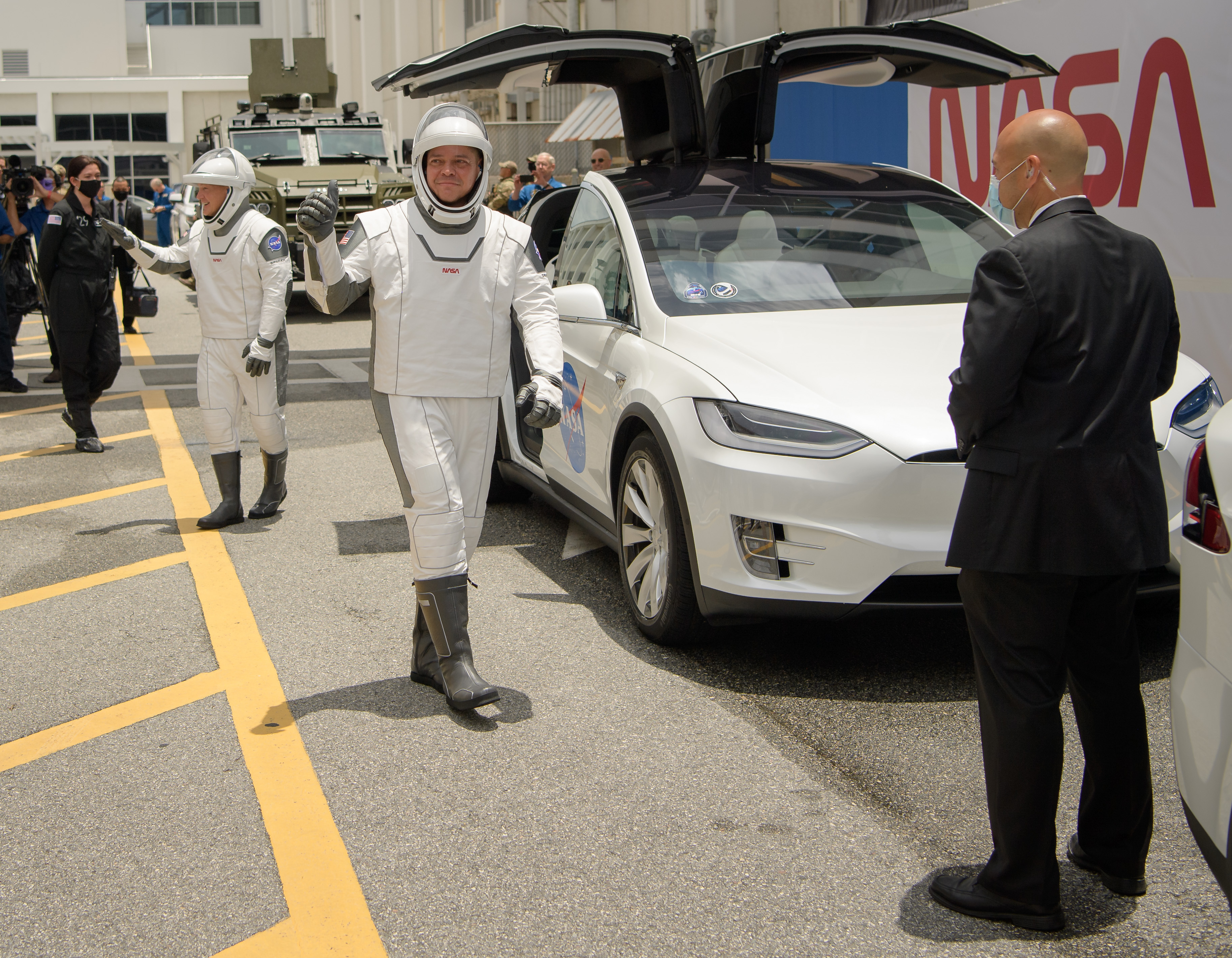
Demo-2の打上げ前にニール・アームストロング・オペレーション・アンド・チェックアウト・ビルディングを出発するベンケン
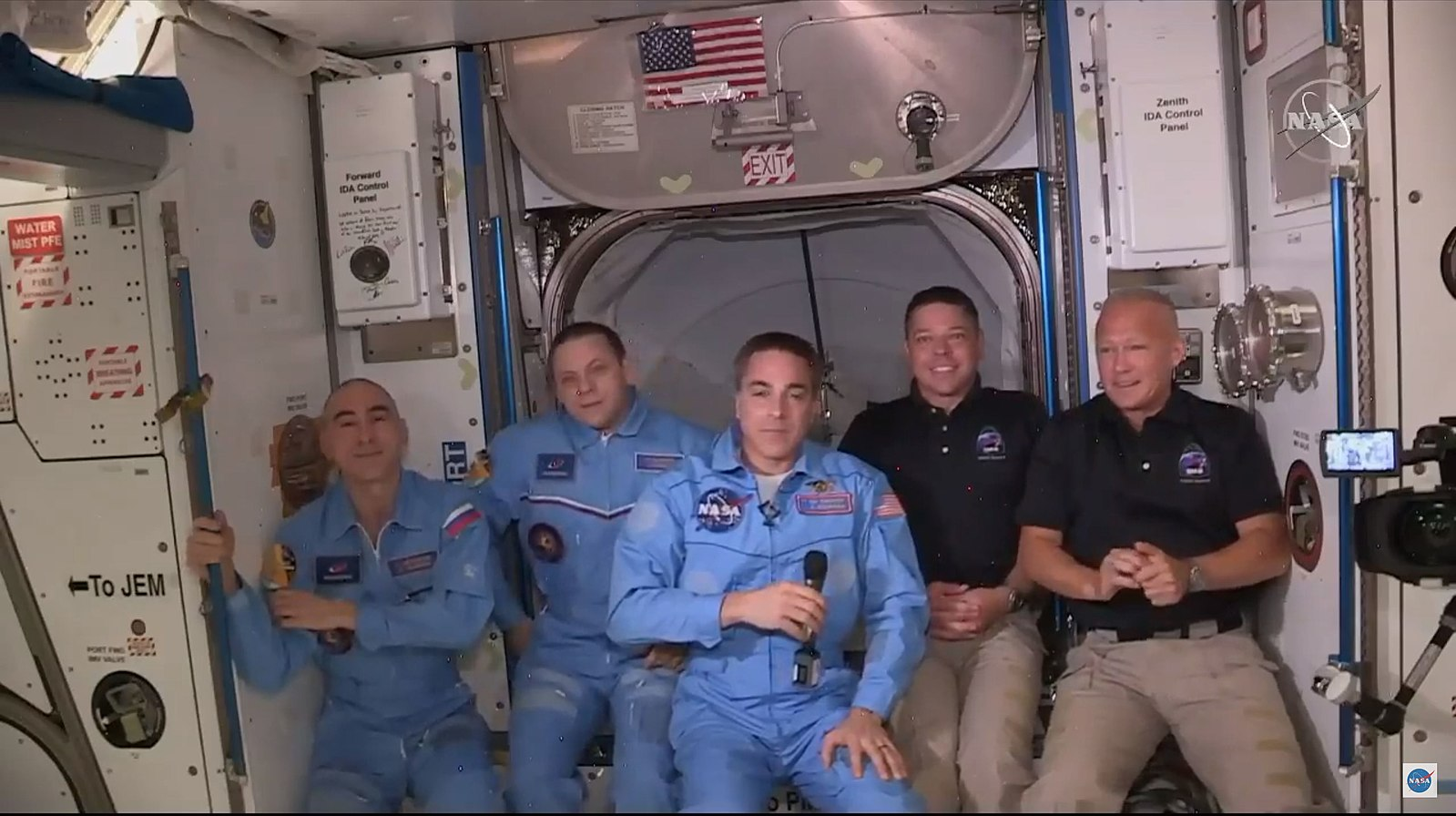
ハッチが開いた後のISSとDemo 2の乗組員
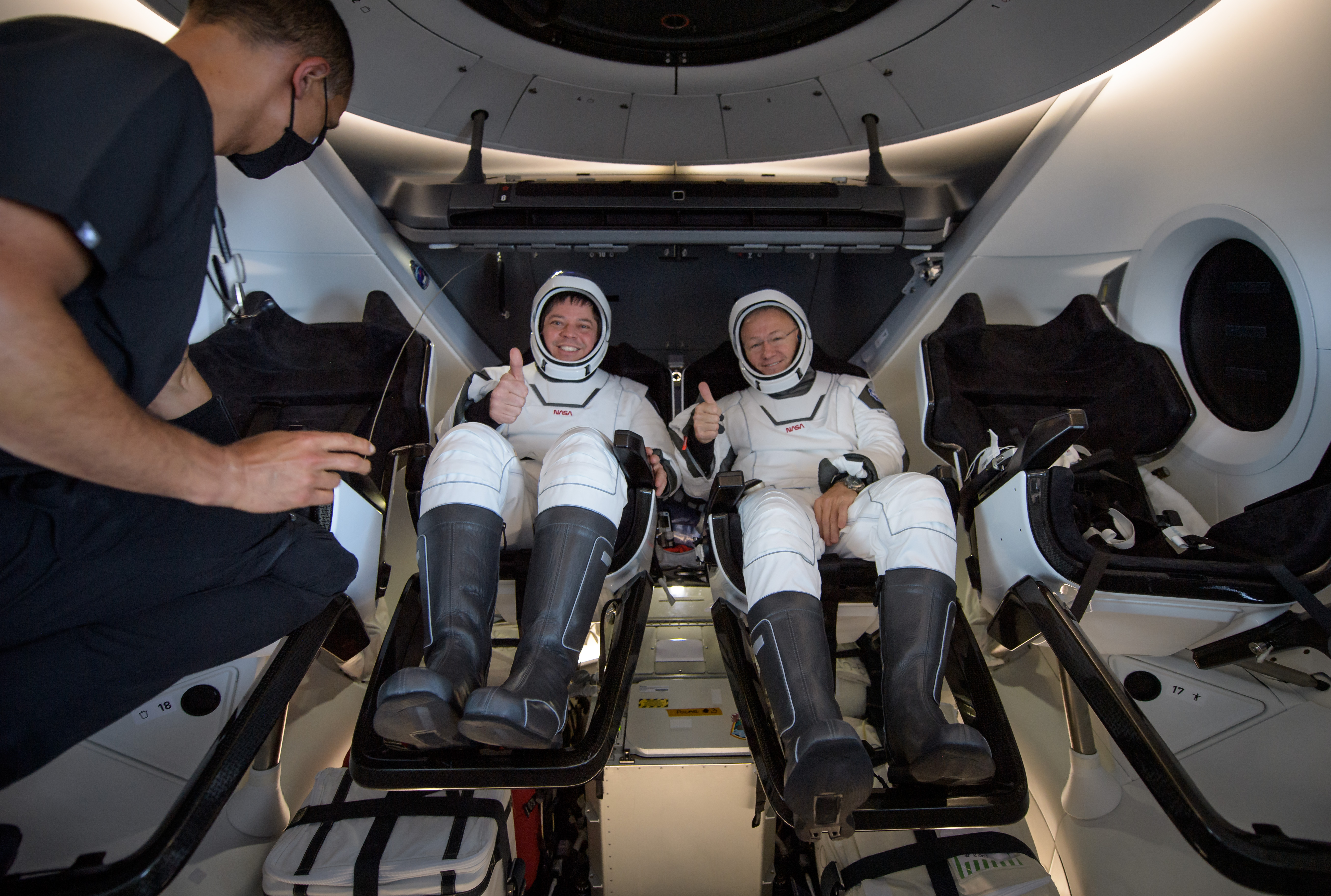
着水後に[[シャノン (船舶)|シャノン上のエンデバー内部にいるベンケンとハーリー
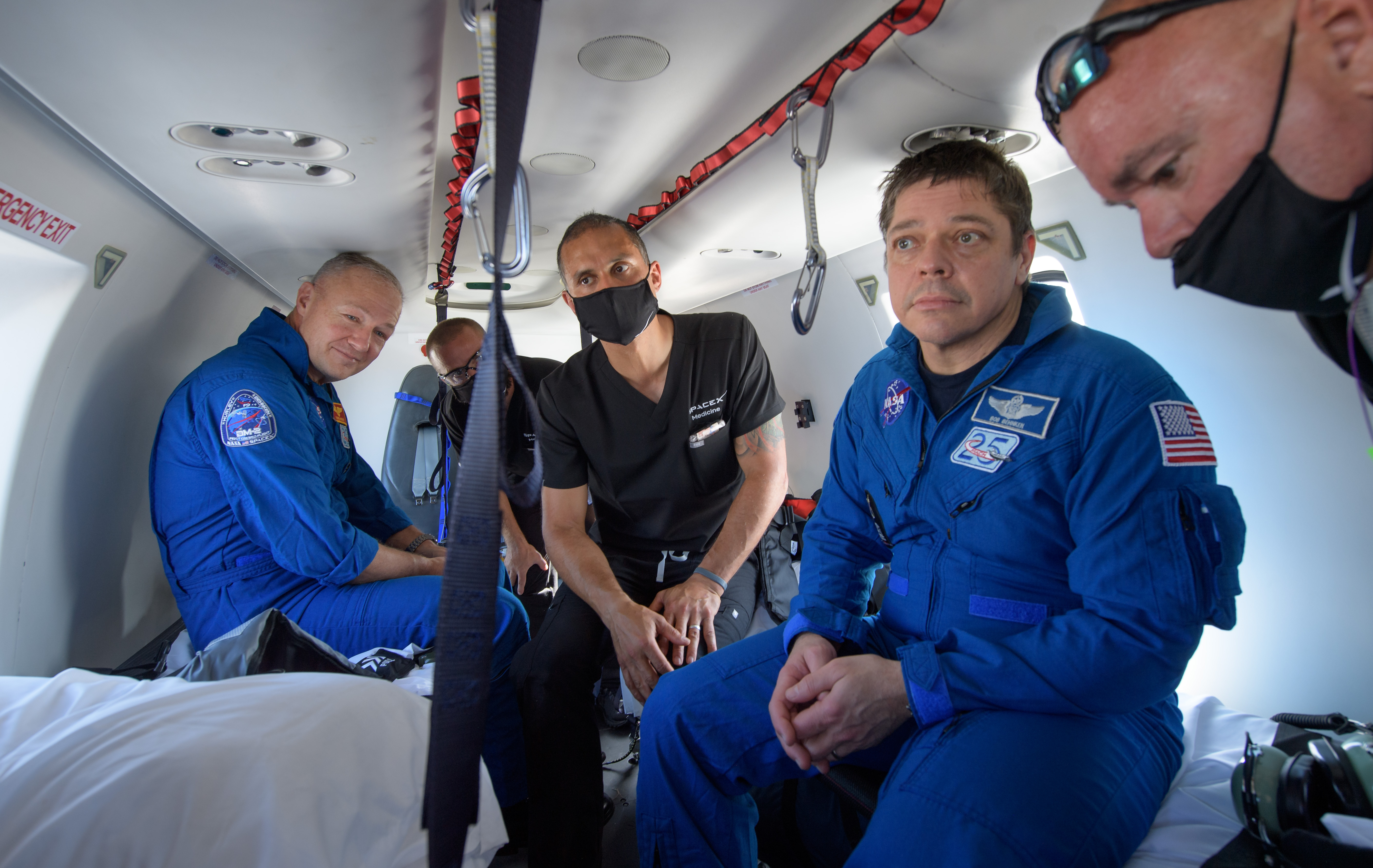
ペンサコーラ海軍航空基地でヘリコプターの出発準備をするベンケン
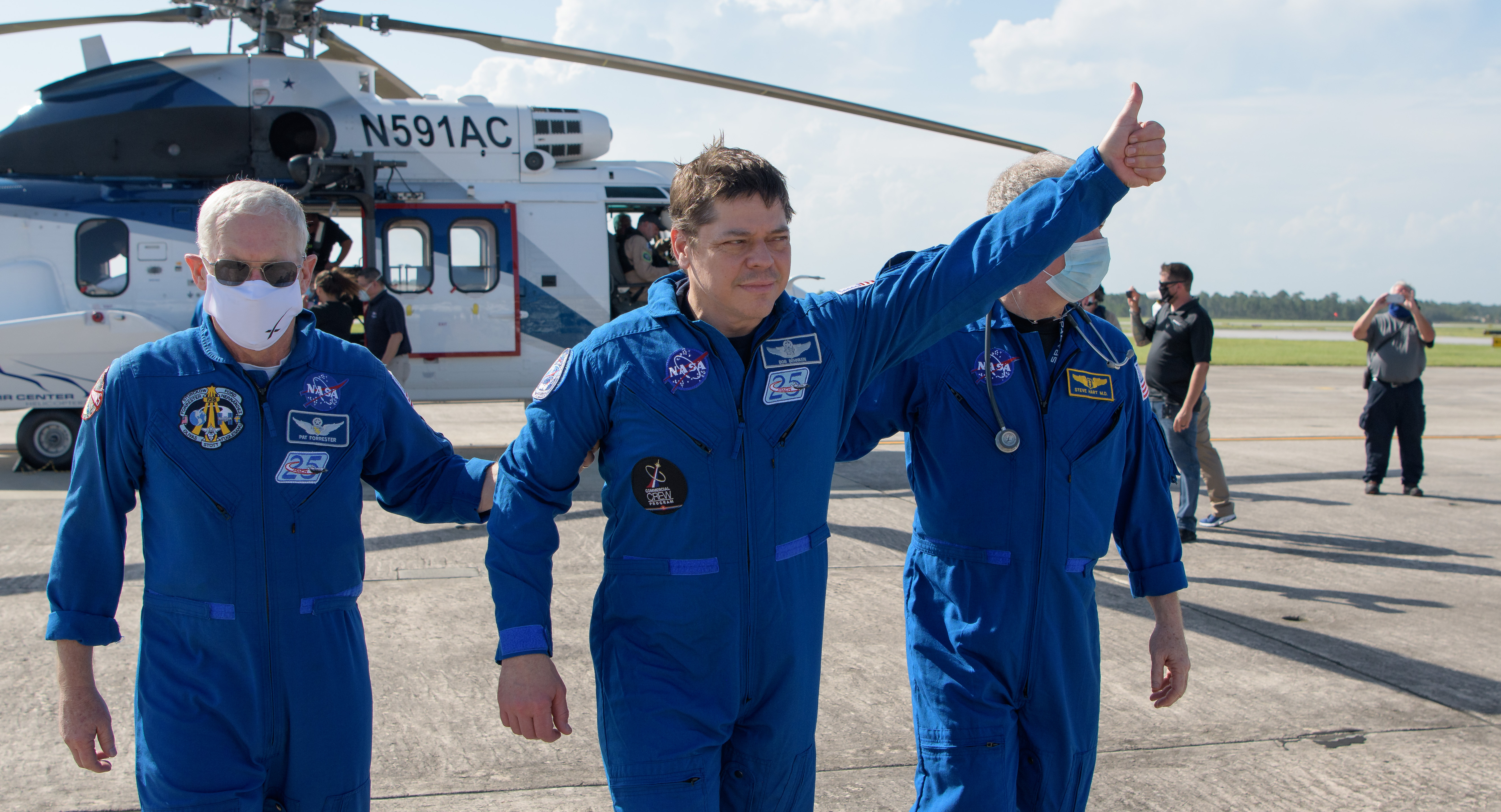
ペンサコーラ海軍航空基地で飛行機に搭乗する際、見物人にサムアップをするベンケン

ベンケンは、2022年11月11日にNASAを引退した。

## 私生活
同僚宇宙飛行士のK・メーガン・マッカーサーと結婚し、1人の息子がいる。アマチュア無線免許を持ち、コールサインはKE5GGXである。

## 受賞等
- アメリカ国立科学財団 Graduate Research Fellow（1993年-1996年）
- 空軍研究所 Company Grade Officer of the Year（1997年）
- w:Air Force Achievement Medal（1997年）; [:w:Air Force Commendation Medal]]（1998年、2000年）
- Distinguished graduate from the USAF Test Pilot School Program (1999）
- アメリカ空軍テストパイロット学校 98Bクラス　Colonel Ray Jones Award
- スペースXが2021年5月に購入した第1段機体の回収のための2隻のドローン船には、ベンケンとハーリーの名前から、ダグとボブと名付けられた[25]。
- 2023年1月31日に宇宙名誉勲章を受章した[26]。この勲章の授与は、17年ぶりだった。